# Колона на Маркиан
Колоната на Маркиан е паметник, построен в Константинопол през 455 г.
Той е от червено-сив египетски гранит, от 2 къса. Основата е 4-ъгълна, очертана от 4 плочки в бял мрамор, украсена с гръцки кръстосани от вътре от 3-те страни, а двама поддържат глобус.
Колоната е направена по коринтски капител, може би основа за статуя на Маркиан. Има надпис, гравиран на западната страна на основата, който гласи: Principis hanc statuam Marciani / Cernem torumque ter vovit quod Tatianus opus. 